# Javier Guzmán Calafell
Javier Guzmán Calafell (Oaxaca, 21 de marzo de 1955) es un economista, funcionario y escritor mexicano. Se ha desempeñado como subgobernador del Banco de México, director general del Centro de Estudios Monetarios Latinoamericanos (CEMLA) y representante de México ante el Fondo Monetario Internacional (FMI). Ha publicado numerosos artículos sobre temas especializados en economía y ha sido autor o coordinador de varios libros. Actualmente se desempeña como consultor, conferencista y articulista del diario El Universal.

## Formación académica
Cursó la licenciatura en Economía en la Universidad Nacional Autónoma de México (UNAM) de 1973 a 1976, graduándose con mención honorífica. Posteriormente realizó estudios de posgrado en economía en la Universidad Católica de Lovaina (Bélgica) y en la Universidad de Yale (Estados Unidos de América).

## Trayectoria profesional
Ingresó al Banco de México en 1980, donde ocupó diversas posiciones, entre ellas las de director de Relaciones Externas y director de Asuntos Internacionales.
Entre 1994 y 1999 se desempeñó como asesor, director ejecutivo alterno y director ejecutivo en el Fondo Monetario Internacional, representando a una agrupación de países integrada por Costa Rica, El Salvador, Guatemala, Honduras, México, Nicaragua, España y Venezuela.
En 2001 participó como asesor del expresidente Ernesto Zedillo en el Grupo de Alto Nivel sobre el Financiamiento para el Desarrollo, convocado por el secretario general de la Organización de las Naciones Unidas en el contexto de la Reunión Intergubernamental de Monterrey.
En 2008 fue elegido por la Asamblea de Gobernadores de Bancos Centrales del CEMLA como director general de esa institución, cargo que ejerció de enero de 2010 a febrero de 2013.
El 14 de febrero de 2013 fue designado por el presidente Enrique Peña Nieto y ratificado por el Senado como subgobernador del Banco de México, responsabilidad que desempeñó hasta el 31 de diciembre de 2020. También fue representante alterno de México ante el G-20 de 1999 a 2009 y nuevamente de 2018 a 2020.
Ha sido profesor de Economía y Finanzas Internacionales en programas de maestría del Instituto Tecnológico y de Estudios Superiores de Monterrey, campus Ciudad de México.

## Publicaciones
Guzmán Calafell ha publicado artículos especializados y ha sido autor o coordinador de diversos libros en materia económica:
- Improving the Allocation of Domestic Saving for Economic Development, APEC, 2003.
- Institution Building in the Financial Sector (con Jürgen Stark, Deutsche Bundesbank), G20, 2005.
- Economic Growth (con Monde Mnyande, South African Reserve Bank, y He Jianxiong, The People’s Bank of China), G20, 2006.
- Competition in the Financial Sector (con Miranda S. Goeltom, Bank Indonesia), G20, 2008.
- The Implementation of Monetary Policy: Lessons from the Crisis and Challenges for Coming Years (con A.G. Karunasena, The SEACEN Centre), CEMLA/SEACEN, 2012.[8]
- La cooperación entre bancos centrales a principios del siglo XXI, CEMLA, 2012. [9]
- La otra cara de la moneda: La debacle económica de los noventa en México, Ariel / Grupo Planeta, 2022. [10]
- México en la encrucijada: Los retos económicos del país al que aspiramos, Ariel / Grupo Planeta, 2024. [11]